# Большие Берези
Больши́е Берези́ (тат. Олы Бәрәзә) — село в Атнинском районе Татарстана, входит в Нижнеберескинское сельское поселение.

## География
Село расположено в Западном Предкамье на левом притоке реки Ашит в 9,4 км к северо-западу от районного центра, села Большая Атня, в 4 км к западу от центра поселения, села Нижняя Береске и в 35 км к северу от Казани.

## История
Село было основано в период Казанского ханства.
В XVIII — первой половине XIX века жители относились к сословию государственных крестьян. Основные занятия жителей в этот период — земледелие (в начале XX века земельный надел сельской общины составлял 3866 десятин) и скотоводство, были распространены рогожный и плотничный промыслы.
В «Списке населённых мест Российской империи», изданном в 1866 году по сведениям 1859 года, населённый пункт упомянут как казённая деревня Большия Верези Казанского уезда Казанской губернии (3-го стана). Располагалась по левую сторону Уржумского торгового тракта, при безымянном ключе, в 46 верстах от уездного и губернского города Казань и в 4 верстах от становой квартиры в казённой деревне Верхние Верески. В деревне, в 178 дворах проживали 1657 человек (808 мужчин и 849 женщин), была мечеть.
По сведениям переписи 1897 года, в деревне Верези Большие Казанского уезда Казанской губернии проживали 2506 человек (1212 мужчин, 1294 женщины), из них 2490 мусульман.
В начале XX века в селе действовали 3 мечети с мектебами, водяная и 3 ветряные мельницы, крупообдирка, 2 кузницы, 6 мелочных лавок.
До 1920 года село входило в Больше-Атнинскую волость Казанского уезда Казанской губернии. С 1920 года в составе Арского кантона ТАССР. С 10 августа 1930 года в Тукаевском, с 25 марта 1938 года в Атнинском, с 12 октября 1959 года в Тукаевском, с 1 февраля 1963 года в Арском, с 25 октября 1990 года в Атнинском районах.
В 1920-е годы в селе действовали 4 мечети (одна из них была построена в 1888 г.). В 1930-е годы 3 мечети были разрушены, в одном из зданий был размещён клуб.
В начале 1930-х годов в селе был организован колхоз. С 2004 года село в составе сельскохозяйственного производственного кооператива «Племзавод имени Ленина».

## Население
| 1782 | 1859 | 1897 | 1908 | 1920 | 1926 | 1938 | 1949 | 1958 | 1970 | 1979 | 1989 | 2002 | 2010 | 2015 |
| ---- | ---- | ---- | ---- | ---- | ---- | ---- | ---- | ---- | ---- | ---- | ---- | ---- | ---- | ---- |
| 264  | 1657 | 2490 | 3294 | 1717 | 2800 | 2606 | 1723 | 1248 | 387  | 369  | 638  | 566  | 536  | 531  |

Национальный состав села — татары.

## Экономика
Жители работают преимущественно в сельскохозяйственном производственном кооперативе «Племзавод имени Ленина», занимаются полеводством, молочным скотоводством и животноводством.

## Инфраструктура
Неполная средняя школа (с 1927 г. как начальная), детский сад, дом культуры, библиотека, фельдшерско-акушерский пункт.
Через село проходит автомобильная дорога регионального значения Каменка — Дубъязы — Большая Атня.

## Религия
В 2006 году была построена новая мечеть.